# Saint-Jean-de-Bournay
 Saint-Jean-de-Bournay  es una población y comuna francesa, en la región de Ródano-Alpes, departamento de Isère, en el distrito de Vienne y cantón de Saint-Jean-de-Bournay.

## Demografía
| 2887 | 3174 | 3240 | 3651 | 3764 | 3857 |
| Para los censos de 1962 a 1999 la población legal corresponde a la población sin duplicidades (Fuente: INSEE [Consultar]) |      |      |      |      |      |